# Caso Singue
El caso Singue (17721-2019-00002) fue un juicio, con actual figura de nulidad procesal, que se llevó a cabo producto de un entramado de corrupción que se investiga en Ecuador. Su nombre mediático con el que se conoce al proceso judicial penal en Ecuador es "Caso Singue". El proceso fue seguido por la Fiscalía General del Estado -como dueña de la acusación en delitos de ejercicio público de la acción en el país-, en contra del exvicepresidente Jorge Glas Espinel, el exministro Carlos Pareja Yannuzzelli, el exministro Wilson Pástor Morris, y varios otros funcionarios del gobierno de Rafael Correa, así como los representantes del consorcio petrolero DGC, por supuestas irregularidades en la licitación para la operación del campo Singue, lo que a su vez se dice que genera un perjuicio para el Estado ecuatoriano de más de 28'000.000 dólares estadounidenses.
Actualmente se decidió anular todo el proceso legal relacionado con el caso Singue desde el momento en que se presentó la acusación formal hasta la actualidad.

## Antecedentes

### Campo marginal Singue

norte de la región amazónica.
Campo Singue

El área denominada como Singue tiene una extensión de 3446 hectárea, hasta la actualidad, ubicada en la provincia de Sucumbíos, en la parte septentrional de la región amazónica ecuatoriana. Dicho campo fue explotado por primera vez en 1991, y la actividad petrolera continuó hasta 1997, año en que después de contabilizar únicamente haber extraído 447.000 barriles de crudo durante todo el contrato, se detuvieron las actividades debido la poca productividad sin mayor beneficio para el Estado. De las dos perforaciones realizadas, solo una tenía un rendimiento mediano, mientras que la segunda resultó seca, debido a esto, pasó a catalogarse el área como campo marginal, calificación otorgada a campos que tienen baja prioridad operacional o económica.
Desde marzo de 2008 existió un contrato para la explotación de petróleo crudo y exploración adicional de hidrocarburos en campos marginales entre EP Petroecuador, como representante del Estado ecuatoriano, y la empresa nacional Dygoil Consultoría y Servicios Petroleros Cía. Ltda., la cual a su vez conformó un consorcio denominado Consorcio Petrolero Amazónico (CPA), junto a la empresa venezolana Suelopetrol C.A. S.A.C.A. en el campo marginal Singue. Aunque el terreno estaba adjudicado, no hubo operaciones extractivas hasta el 2 de febrero de 2011. 
Según un informe de la Contraloría General del Estado en el 2012, el consorcio CPA no realizó inversiones para desarrollar el campo marginal Singue, e hizo observaciones a las autoridades estatales del sector de hidrocarburos por no haber precautelado el interés nacional.

### X Ronda Petrolera
Las rondas petroleras son concursos de licitaciones que realiza el Estado ecuatoriano a través de las instituciones competentes en temas de hidrocarburos, ofertando áreas trazadas en el mapa hábiles para la exploración y explotación de petróleo a empresas nacionales y extranjeras. La VII ronda, llevada a cabo en enero de 1994, fue la primera en implementar el modelo de contrato de asociación, con lo que ofertó 9 bloques; mientras que la VIII ronda de junio de 1998 ofertó 8. La IX ronda desarrollada en diciembre de 2002, durante la presidencia de Gustavo Noboa, ofertó 13 bloques que no pudieron ofertarse en anteriores rondas; sin embargo, la ronda quedó inconclusa, siendo retomada en los gobiernos de Lucio Gutiérrez y Alfredo Palacio, obteniendo resultados semejantes y quedando finalmente desierta dicha licitación.
La X Ronda Petrolera se desarrolló en junio de 2011 durante el gobierno de Rafael Correa, en la cual el Estado ofertó los campos marginales de Armadillo, Eno-Ron, Ocano-Peña Blanca, Chanangue, Charapa y Singue. Se conformó el Comité de Licitación Hidrocarburífera (COLH), entre los que se encontraban Carlos Pareja Yannuzzelli -como viceministro de Hidrocarburos- quien presidió dicho comité, Jorge Glas Espinel -como ministro coordinador de Sectores Estratégicos- y otros funcionarios. El otrora viceministro Pareja Yannuzzelli nombró también a la Comisión de Calificación y Evaluación. 
Tras la ronda petrolera, se licitó los campos Singue, Ocano-Peña Blanca y Eno-Ron, firmándose tres contratos por parte del otrora ministro de Recursos No Renovables Wilson Pástor Morris. El contrato para el campo de Ocano-Peña Blanca fue firmado por el Estado con el consorcio Interpec, conformado por las compañías Ieontsa, Equitax, Empresa Integral de Servicios y Pecs, estableciendo una tarifa de 32,90 dólares por cada barril extraído para el consorcio. Por otro lado, el contrato para el campo Eno-Ron fue firmado con el consorcio Marañón, conformado por las mismas empresas Ieontsa, Equitax, Empresa Integral de Servicios y Pecs, en adición con Construcciones Futuras, fijando la tarifa en 35,60 dólares por barril extraído. 
Los campos Armadillo, Chanangue y Charapa no fueron adjudicados en la ronda, por lo que serían operados por las empresas públicas nacionales Petroecuador y Petroamazonas. En el caso especial de Charapa, se estimó en primera instancia realizar un estudio de exploración para decidir si las petroleras nacionales invertían en la explotación o -caso contrario- se licitaría en rondas posteriores. 
Finalmente, el campo Singue fue adjudicado al consorcio DGC.

### Bloque Singue: consorcioDGCyGente Oil Ecuador
El contrato de licitación del campo Singue fue firmado por el Estado ecuatoriano con el consorcio DGC, conformado con la empresa nacional Dygoil Consultoría y Servicios Petroleros Cía. Ltda. (que ya había explorado el mencionado campo como parte del Consorcio Petrolero Amazónico desde 2008 hasta 2011) y la compañía estadounidense Gente Oil Development LLC (de propiedad de la Gente Oil Exploration LCC). La tarifa fijada fue de 33.50 dólares por cada barril extraído.
El 29 de mayo de 2012, la Secretaría de Hidrocarburos realizó la inscripción del contrato con el consorcio DGC, mientras que en junio se entregó formalmente el campo a la operadora para que inicie la obligación contractual. Sin embargo, en el mes de septiembre de dicho año, los representantes de las dos compañías que conformaban el consorcio solicitaron a las autoridades estatales del Ministerio de Recursos No Renovables que se les permita la transferencia de sus participaciones a una nueva compañía denominada Gente Oil Ecuador PTE LTD, conformada en Singapur.
Al no obtener una pronta respuesta, el 1 de noviembre de 2012, las compañías modificaron su solicitud. En la nueva solicitud, requerían que la operación del bloque Singue quede a manos únicamente de la nacional Dygoil. La respuesta de la Secretaría de Hidrocarburos se emitió mediante oficio del 22 de julio de 2013, en el que se adjuntaba un informe favorable para la transferencia de la totalidad de las participaciones de las dos compañías a la compañía singapurense Gente Oil Ecuador PTE LTD. La transferencia fue ratificada por Ministerio de Recursos No Renovables, primero a través de la coordinadora general jurídica María Lorena Espinoza Arízaga el 14 de agosto de 2013, y por el ministro Pedro Merizalde Pavón al día siguiente.
En marzo de 2014 se produce una reforma del primer artículo del Acuerdo Ministerial 504 del 15 de agosto de 2013 mediante un nuevo acuerdo de número MRNNR-DM-2014-0559-AM.

## Partes procesales

### Procesados

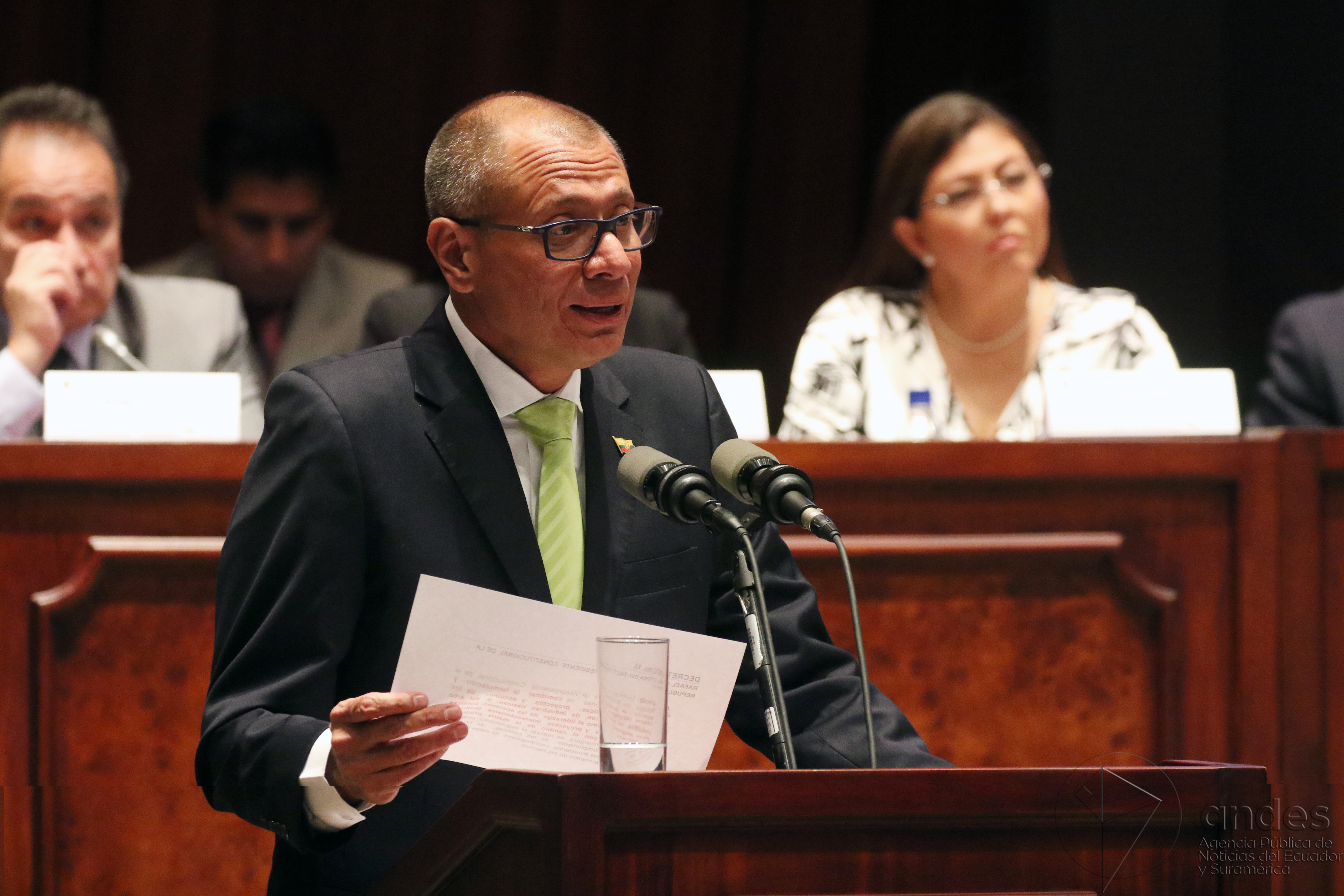
Jorge Glas Espinel como vicepresidente en 2017.

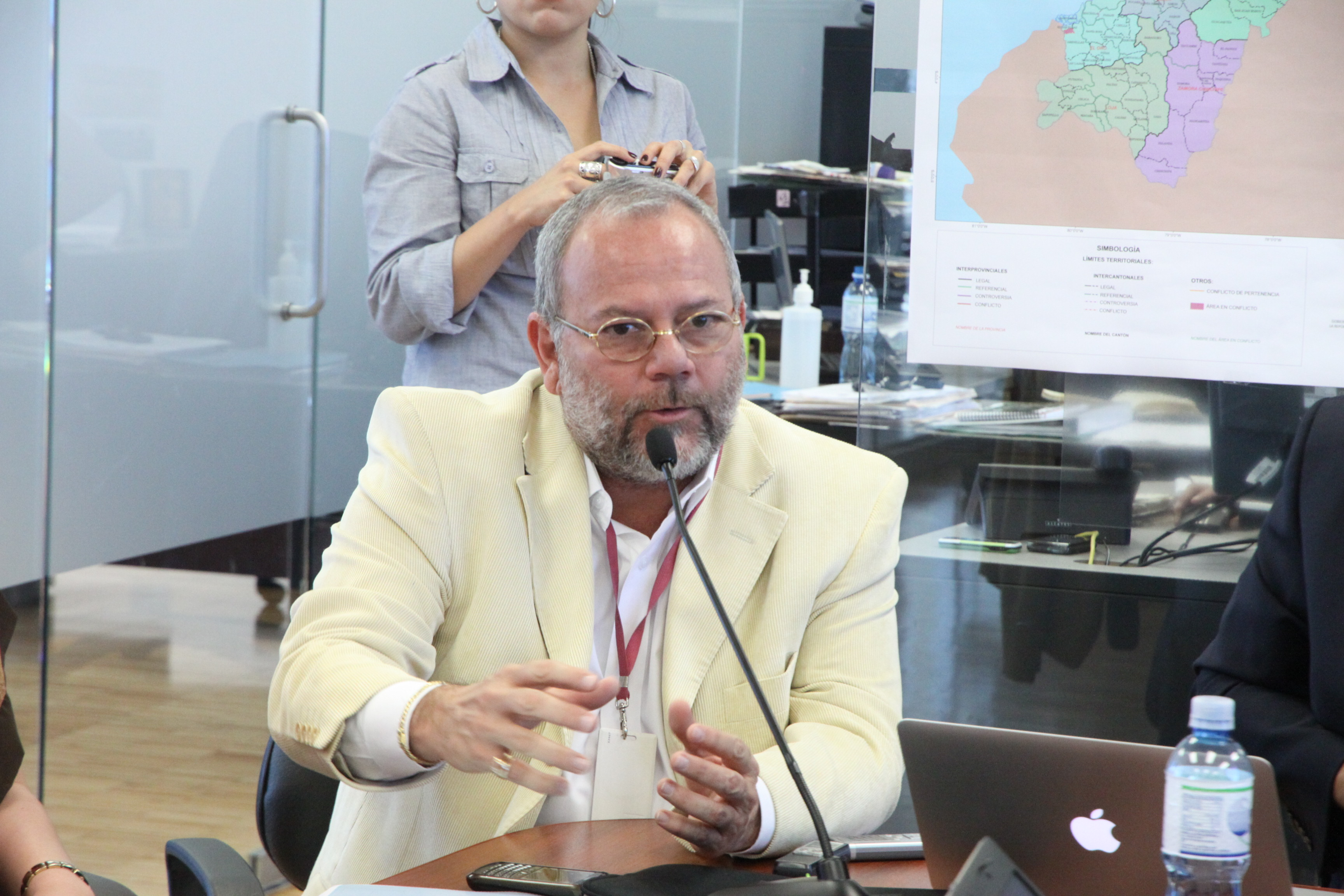
Carlos Pareja Yannuzzelli como viceministro de Recursos Naturales No Renovables en 2011.

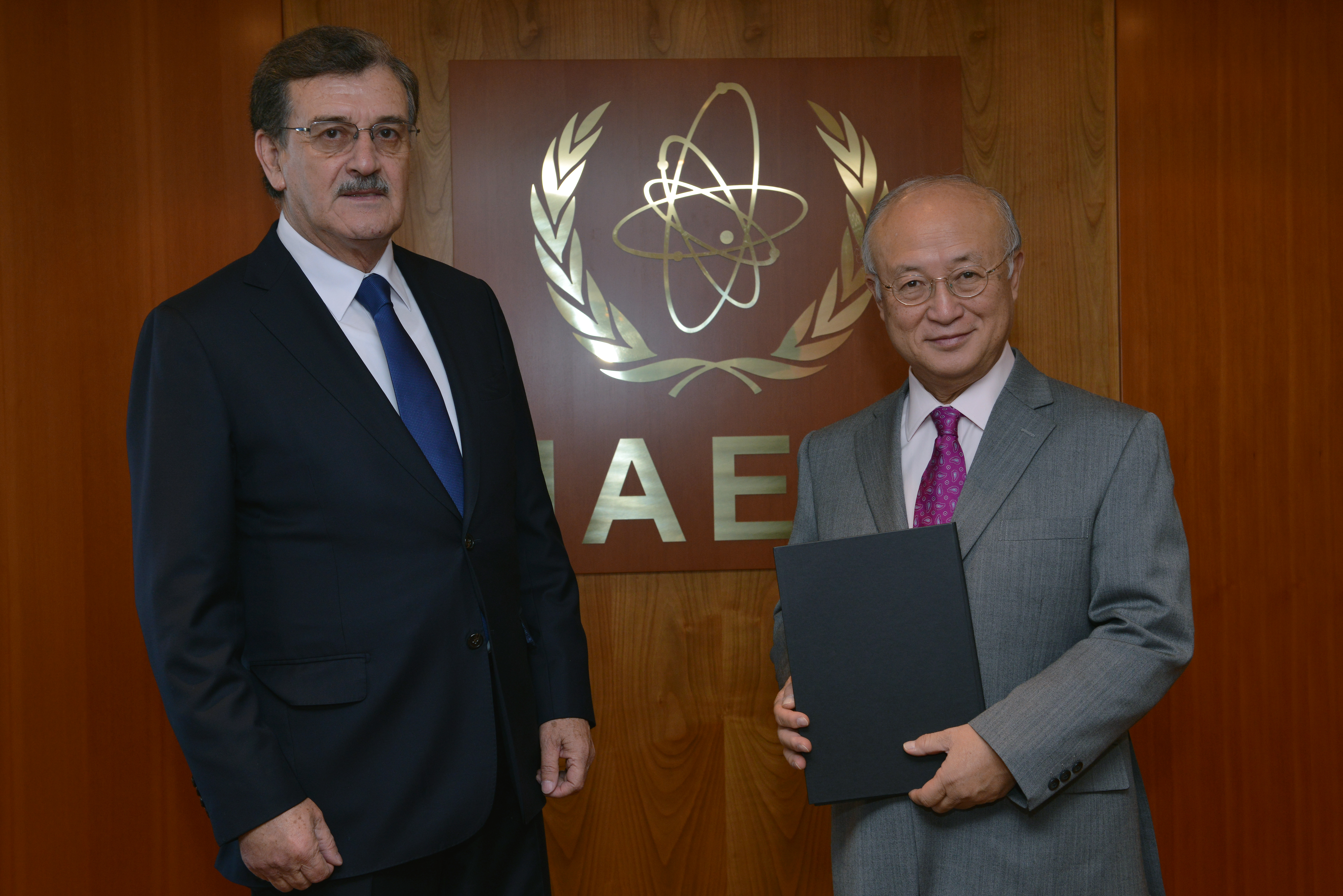
Wilson Pástor Morris (izquierda) como delegado de Ecuador ante la IAEA junto a Yukiya Amano (derecha) en 2013.

- Jorge David Glas Espinel, fue ministro de Telecomunicaciones y Sociedad de la Información desde agosto de 2009 hasta agosto de 2010, y luego pasó a ocupar el cargo de ministro coordinador de Sectores Estratégicos desde el 2010 hasta noviembre de 2012. Fue candidato a vicepresidente de la República siendo binomio de Rafael Correa en las elecciones de 2013 por Alianza PAÍS, en las que ganó y ocupó el cargo desde el 24 de mayo de ese mismo año. Luego de ganar la reelección a su cargo en 2017 haciendo binomio con Lenín Moreno, Glas ocupó la vicepresidencia hasta enero de 2018, fecha en que fue destituido del cargo debido a los procesos penales que se seguía en su contra que lo llevó a prisión, y no pudo presentarse más a sus funciones.
- Carlos Eugenio Pareja Yannuzzelli, conocido también por el alias de Capaya (acrónimo de su nombre), fue presidente ejecutivo de Petroecuador, vicepresidente de Petroindustrial, director nacional de Hidrocarburos, viceministro de Recursos Naturales No Renovables, y ministro de Hidrocarburos,[2] entre otros cargos, durante el gobierno de Rafael Correa. Fue uno de los procesados y sentenciados por la trama de corrupción conocido como caso Petroecuador.
- Wilson Marcelo Pástor Morris, fue gerente general de Petroamazonas entre 1990 y 1992, presidente ejecutivo de Petroecuador entre 1999 y 2000. Pástor se desempeñó como ministro de Recursos Naturales No Renovables durante el gobierno de Rafael Correa.
- Silvana Giselle Pástor Tapia, hija del exministro Wilson Pástor Morris. Silvana Pástor aparece en documentos como apoderada de la empresa Gente Oil Ecuador PTE, empresa singapurense que asumió el 100% de los derechos para las operaciones en el bloque Singue.
- María Lorena Espinoza Arízaga, fue funcionaria de la Contraloría General del Estado y del Ministerio de Finanzas entre 2009 a 2011; luego ocupó el cargo de coordinadora general jurídica del Ministerio de Recursos No Renovables entre octubre de 2011 hasta noviembre de 2015; posteriormente pasó a ocupar el cargo de coordinadora general jurídica del Ministerio Coordinador de Sectores Estratégicos.
- César Edmundo Guerra Navarrete
- Julio César Cárdenas Herrera
- Milton Alfonso Jiménez López
- José David Burgos Zambrano
- Alfredo Fabián Herrera Valencia
- René Crystian de Mora Moncayo
- Aníbal Ramiro Cazar Ayala
- Juan Francisco Silva Villavicencio
- Jorge Humberto Andrade Cruz
- Gustavo Andrés Donoso Fabara

## Teorías del caso
Los bloques o campos petrolíferos del Ecuador son la reserva económica para las futuras generaciones.

## Proceso

### Etapa de instrucción
El proceso judicial del caso Singue inició formalmente con la audiencia de formulación de cargos del 13 de marzo de 2019, que dio paso a la etapa de instrucción fiscal. Según el acta de sorteo de la causa emitida un mes atrás, el 12 de febrero a las 12:03, el juez asignado fue el doctor Iván Patricio Saquicela Rodas, juez de la Corte Nacional de Justicia. La Fiscalía General del Estado, representada por el fiscal general subrogante Edmundo Alberto Briones Valero presentó toda la información recabada durante la fase preprocesal (elementos de convicción), y formuló cargos en contra de 10 personas: el exvicepresidente Jorge Glas, el exministro Wilson Pástor, el exministro Carlos Pareja Yannuzzelli, Gustavo Donoso, Alfredo Herrera, René de Mora, Julio Cárdenas, José Burgos, Milton Jiménez, María Lorena Espinoza y Aníbal Cazar. El tipo penal por el que Fiscalía los imputó fue el de peculado. Además, la Fiscalía solicitó medidas cautelares de prisión preventiva para los implicados. Por la naturaleza del delito imputado, y la forma en que se inició el proceso, el juez Saquicela determinó la duración de la instrucción en 90 días, dicto prisión preventiva para Jorge Glas y Carlos Pareja Yannuzzelli, y medidas sustitutivas para los otros 8 procesados. 

### Etapa de evaluación y preparatoria de juicio
La fiscal general Diana Salazar, luego de concluida la etapa de instrucción, solicitó a la Corte Nacional que se fije fecha y hora para la respectiva audiencia preparatoria de juicio. El juez Iván Saquicela determinó originalmente el martes 27 de agosto de 2019 como la fecha para la audiencia en la que se sustentaría el dictamen fiscal. Sin embargo, luego fue cambiada la fecha para el 12 de septiembre, día en que tampoco pudo realizarse debido a problemas de salud del abogado Harrison Salcedo (defensor de Glas Espinel). La audiencia fue diferida para once días después, el 23 de septiembre, en la que finalmente se instaló.
En la audiencia preparatoria de juicio, el juez Saquicela evaluó nueve solicitudes que habían realizado las defensas de los procesados de declarar la nulidad del proceso por cuanto -según ellos- el informe de Contraloría General del Estado había caducado. El juez recordó la imprescriptibilidad de los delitos contra el Estado, desechó las solicitudes, y declaró la validez del proceso. La Fiscalía General del Estado sustentó su dictamen acusatorio y presentó de forma preliminar su teoría del caso. La Fiscalía acusó a los 15 procesados por el delito de peculado. Pasadas las 19:00, el juez Saquicela suspendió la audiencia y convocó la reinstalación para el día siguiente.
En el segundo día de audiencia, la Procuraduría General del Estado presentó una acusación particular en contra de once de los quince procesados. También las defensas técnicas de los procesados se pronunciaron dentro la acusación de Fiscalía, y de la acusación particular de Procuraduría. Nuevamente se suspendió la audiencia y se convocó la reinstalación para el día siguiente.
En el tercer día de audiencia, el 25 de septiembre, las defensas de Cazar, Silva, Andrade, Donoso y Guerra presentaron sus alegatos y solicitaron auto de sobreseimiento en cuanto a algunos de ellos no habían sido acusados particularmente por Procuraduría y sostuvieron que Contraloría no había fundamentado debidamente el informe de responsabilidad penal. Silvana Pástor, durante la audiencia, manifestó además que un tribunal de arbitraje resolverá paralelamente la demanda presentada por la compañía Gente Oil Ecuador PTE LTD contra el Estado ecuatoriano debido al incumplimiento del contrato. Los abogados defensores concluyeron sus argumentos en este día. La audiencia fue suspendida y se convocó la reinstalación para el día siguiente, el jueves 26 de septiembre. 
En el cuarto día de audiencia, la Fiscalía anunció todos los elementos probatorios que recopiló durante la fase preprocesal y la etapa de instrucción fiscal. Del mismo modo se anunció la prueba de la Procuraduría y de las defensas de los procesados, la cuales se reproduciría en el caso de que el juez emitiera una resolución favorable a la teoría acusatoria. Dentro de las pruebas testimoniales también se mencionó al expresidente Rafael Correa. El juez nacional Iván Saquicela suspendió por última ocasión la audiencia sin especificar la fecha de la reinstalación antes de emitir providencia alguna.
La reinstalación final de la audiencia preparatoria de juicio fue programada inicialmente para el miércoles 13 de noviembre, sin embargo, el abogado Miguel Revelo (defensor de Pareja Yannuzzelli) solicitó aplazamiento con antelación, por lo que el 11 de noviembre el juez ordenó el diferimiento de la reinstalación para el jueves 14 de noviembre. Finalmente el quinto día de audiencia se realizó el 14 de noviembre, 46 días después de la última suspensión, en la cual el juez Iván Saquicela hizo un recuento de todo lo manifestado por la Fiscalía, la Procuraduría, y las defensas de los procesados, se pronunció sobre las medidas de prisión preventiva contra Glas y Pareja, y -motivando su decisión en base al informe de Contraloría y las pericias contables- dictó auto de llamamiento a juicio en contra de los quince procesados por el delito de peculado.

### Etapa de juicio
Tras ser proveído el auto de llamamiento a juicio, se inició formalmente la etapa de juicio. El Tribunal de Juzgamiento que dirigió el proceso en la etapa de juicio fue integrado por los jueces nacionales Iván León (como juez ponente), Marco Rodríguez y Wilman Terán. La audiencia fue convocada para el jueves 12 de marzo de 2020.
La audiencia de juicio del caso Singue se instaló a las 16:00 (UTC -5) del 12 de marzo. En el primer día de audiencia de juicio fueron reemplazados los jueces nacionales Rodríguez y Terán por los conjueces Javier de la Cadena y José Layedra, debido a licencia de vacaciones; además, se atendió a las peticiones de los abogados defensores Harrison Salcedo (de Jorge Glas) y Miguel Revelo (de Carlos Pareja Yannuzzelli) sobre la caducidad de la medida de prisión preventiva; además el abogado Pablo Encalada (defensor de cuatro de los procesados) manifestó su solicitud de diferir la audiencia debido a la emergencia sanitaria provocada por el coronavirus SARS-CoV-2 (generadora de la enfermedad COVID-19).

### La nulidad procesal
El 10 de noviembre de 2022, la Corte Nacional de Justicia decidió anular todo el proceso legal relacionado con el caso desde el momento en que se presentó la acusación formal el 12 de febrero de 2019. 
Los jueces argumentaron que, según la ley, para iniciar el proceso en casos de malversación de fondos (peculado), era necesario tener un informe de la Contraloría General del Estado. En este caso, el informe que se requería ya no existe legalmente porque fue declarado inválido por el Tribunal Contencioso Administrativo de Quito, el 18 de noviembre de 2021.
Es importante destacar que la anulación del proceso no implica que los acusados sean considerados inocentes o culpables. Es así que la Fiscalía General del Estado tiene la opción de llevar a cabo nuevas investigaciones si así lo considera necesario en el ejercicio de sus funciones.